# Dechomus sulcicolle
Dechomus sulcicolle là một loài bọ cánh cứng trong họ Zopheridae. Loài này được Germar miêu tả khoa học năm 1824.